# Andrena transbaicalica
Andrena transbaicalica är en biart som beskrevs av Popov 1949. Andrena transbaicalica ingår i släktet sandbin, och familjen grävbin. Inga underarter finns listade i Catalogue of Life.